# 바니노

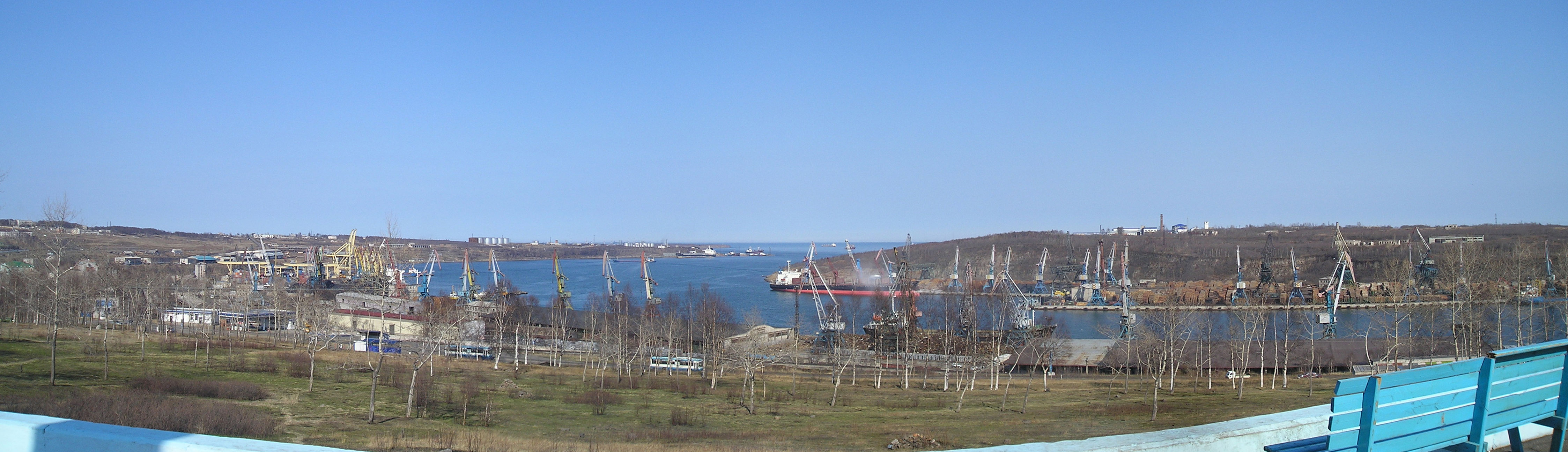
바니노 항

바니노(러시아어: Ванино)는 러시아의 하바롭스크 지방에 위치한 항구 도시로, 인구는 18,900명(2005년 기준)이다. 타타르 해협과 접하고 있고 580km 정도 떨어진 지점에는 하바롭스크, 60km 정도 떨어진 지점에 소베츠카야가반이 위치한다.

## 자매 도시
- 일본 이시카리
- 대한민국 여수시

## 같이 보기
- 바이칼-아무르 철도
- 바니노-홀름스크 철도연락선